# Pałac w Kliczkowie
Pałac w Kliczkowie – wybudowany w 1920 r. w Kliczkowie.

## Położenie
Pałacyk Wdowy położony jest we wsi w Polsce, w województwie dolnośląskim, w powiecie bolesławieckim, w gminie Osiecznica; na pograniczu Górnych Łużyc i Dolnego Śląska, w dolinie Kwisy pośród Borów Dolnośląskich, 14 km na północny zachód od Bolesławca.

## Historia
Obiekt jest częścią zespołu zamkowego i folwarcznego z końca XIV, w skład którego wchodzą jeszcze: park powstały po 1880 r.; zamek z XVI w.; szachulcowy dom myśliwych, obecnie budynek mieszkalno-gospodarczy nr 26 z XVIII/XIX w.; dom podskarbiego, obecnie dom mieszkalny nr 7 z XVIII/XIX w.; budynek mieszkalno-gospodarczy, obecnie nr 11 z 1901 r.; dom robotników folwarcznych, ob. nr 12 z 1870 r.; nowy folwark, z  XX w.: dom pracowników folwarcznych; stajnia koni wyjazdowych z wozownią; stodoła z magazynem; budynek wagi.